# Адверсарии
Адверса́рии (лат. adversaria) — у древних римлян название книг, в которые купцы и вообще хозяева предварительно вносили записи о делах и сделках, нечто вроде черновых счётных или амбарных книг.
Со времени возрождения классических наук в XV и XVI веках этим названием стали обозначаться также издания разных учёных замечаний, не предназначавшихся для печати, но изданных, потому что представляли общий интерес: заметки и сведения об отдельных вопросах грамматики, критики, философии, истории и т. п.
Таковы, между прочим, «Adversaria» филологов К. Барта, Р. Порсона, Добри, касающиеся преимущественно разъяснений античных авторов.